# Баккан (провинция)

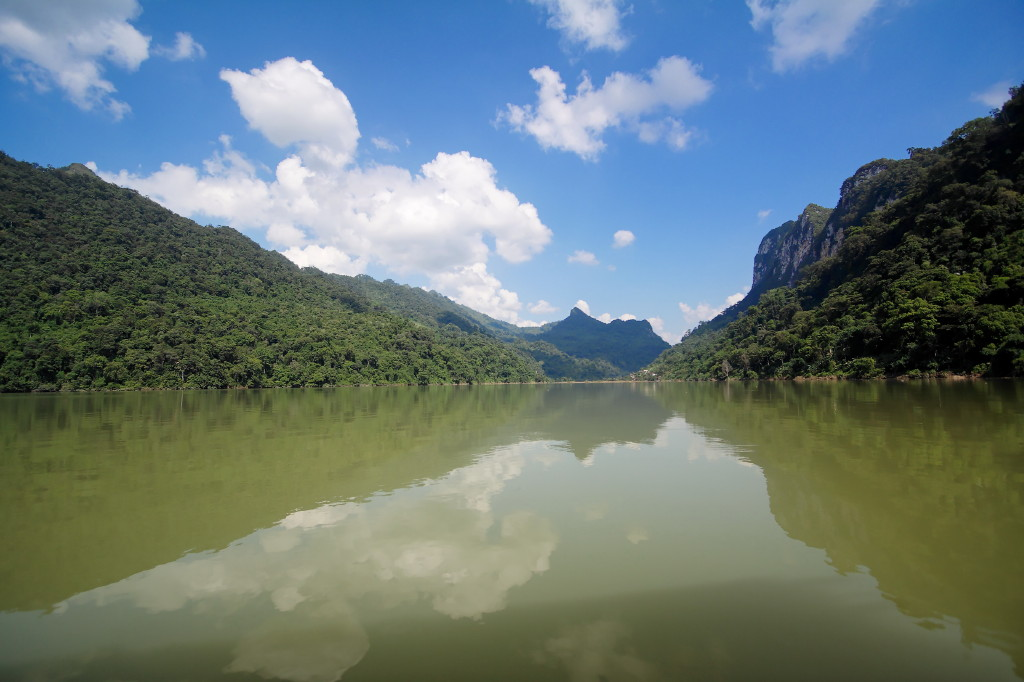
Озеро Бабе (Ba Bê) в одноимённом национальном парке

Бакка́н (вьет. Bắc Kạn) — провинция на севере Вьетнама.
С севера граничит с провинцией Каобанг, с востока — с Лангшон, с запада — с Туенкуанг, с юга — с Тхайнгуен.
Климат муссонный с двумя сезонами: жарким влажным и холодным сухим.

## Население
Баккан — самая маленькая по числу населения провинция страны.
| 2009    | 2019    |
| ------- | ------- |
| 294 660 | 313 905 |

Большинство населения в провинции Баккан составляют таи (тхо) — 52,5 %.

## Административное деление
Провинция Баккан состоит из:
- города провинциального подчинения Баккан

и 7 уездов:
- Бабе
- Батьтхонг
- Тёдон
- Тёмой
- Нари
- Нганшон
- Пакнам